# Polimento
Polimento é todo o procedimento realizado com o intuito de gerar ou reativar o brilho de quaisquer superfícies. Em geral, toda peça natural ou de manufatura, pode ser polida. 
Além das melhorias estéticas, no campo industrial, o polimento pode destinar-se ao ajuste de peças, eliminando rebarbas (acúmulo de material resultante dos processos de execução), ciscos (como são chamadas as pequenas partículas de sujeira) e pequenas imperfeições, sobretudo nas indústrias metalúrgica e mecânica. Nesses casos, algumas peças são inviáveis comercialmente sem polimento, como o caso de registros e torneiras hidráulicas e a maior parte das peças usinadas.
Ele é vital para alguns setores da economia como por exemplo o automobilístico, já que é o único mecanismo disponível para reativar o brilho e melhorar a aparência externa. 
O polimento é uma das atividades mais antigas conhecidas pelo homem, tendo seu início provavelmente na pré-história, na era da pedra polida, ou neolítico

## Execução
O ato de polir envolve, de acordo com o tipo de material ou peça, diversos procedimentos. 
De modo geral e bem resumidamente, alguns passos: 
- Primeiro é necessário um meio abrasivo, como lixas, rebolos, pedras, discos e até mesmo diamante. As formas de aplicação deste meio variam muito. O lixamento pode ser manual ou com uma lixadeira, dependo da peça, faz-se necessário, o uso de uma retífica, micro-retífica ou esmeril.
- Segundo é necessário um agente polidor, com base levemente abrasiva, de origem química, conhecido popularmente como massa de polir. Pode ser aplicado com o uso de politriz (estacionária, manual, orbital, etc.), ou até mesmo manualmente.
- Terceiro é necessário uma cera, para "chamar" (ou seja, verter) o brilho. Além de finalizar o serviço, proteger e melhorar a sensação ao toque.

## Tipos de polimento
Existem diversos tipos de polimento. Sendo que o mais famoso é o polimento automotivo. No APL (Arranjo Produtivo Local)de rochas ornamentais de Cachoeiro de Itapemirim — maior polo beneficiador de rochas ornamentais da américa latina — existem empresas especializadas nesse tipo de serviço para mármores e granitos, dentre outros tipos de rochas (basalto, gnaisse, ardózia, onix etc).

### Polimento Automotivo
Dentre todos os tipos de polimento, o polimento automotivo é sem dúvida o de maior visibilidade. As técnicas e modos de realização dependem inteiramente do profissional que está realizando-o e do serviço. Algumas vezes faz-se necessário o lixamento da pintura antes do polimento ser iniciado. É comum o uso de uma politriz de boa qualidade, e com ela boinas de lã e/ou de espuma, além de pratos e suportes. Os produtos básicos são: massa de polir, lustrador, abrilhantador, cera em alguns casos, água e lixa.
Polimento Técnico Automotivo
É o nivelamento por abrasão da superfície de um veículo onde se busca a aparência de um espelho plano, essa é a melhor referência que temos de reflexão perfeita.
O Polimento Técnico é dividido em fases: avaliação, corte, refino, lustro e proteção. 
Fazendo-se necessária a devida avaliação do estado geral do veículo para melhor emprego do produto. 
Nem sempre o veículo necessita de Corte(fase mais agressiva) como por exemplo um veículo novo!! Nestes casos, um Refino(fase de média abrasividade) e adequada para tal finalidade!
O lustro tem papel importante nesses casos, por sinal é a conduta mais adequada para veículos novos e com poucas marcas.  
No Polimento Técnico Automotivo o profissional avalia a superfície e aplica o polimento para atingir o objetivo , mas sempre preservando ao máximo o verniz. Obs: Quesito básico em todo serviço de polimento! 
O uso de lixas é somente em casos de extremos, normalmente com polidores de altas performances , boinas adequadas e conhecimento pode ser atingido o objetivo.

## Nanotecnologia em polimento
Produtos revolucionários com base em nanotecnologia que efetivamente remove marcas de hologramas e microrriscos. Ideal para preparação de veículos 0 km.